# اللوزة
اللَوزة هي الاسم الأول لمنطقة في ساحل تونس تقع علي بعد 9كم من معتمدية جبنيانة و45 كم على ولاية صفاقس تحده من الشمال اللواتة ومن الجنوب حزق توجد فيها كل المرافق المدرسة والمستوصف ودار الشباب وجمعية المستقبل الرياضي اللوزي وجمعية حي المستقبل.